# Ericydnus
Ericydnus is een geslacht van vliesvleugeligen uit de familie Encyrtidae. De wetenschappelijke naam van dit geslacht is voor het eerst geldig gepubliceerd in 1832 door Haliday.

## Soorten
Het geslacht Ericydnus omvat de volgende soorten:
- Ericydnus aeneus Nikol'skaya, 1952
- Ericydnus apterogenes Mayr, 1876
- Ericydnus baleus (Walker, 1838)
- Ericydnus beybienkoae Sharkov, 1983
- Ericydnus bischoffi Trjapitzin, 1982
- Ericydnus caudatus Erdös, 1957
- Ericydnus danatensis Myartseva, 1980
- Ericydnus dzhanokmenae Sharkov, 1986
- Ericydnus elizabethae Trjapitzin, 1982
- Ericydnus heliococci Trjapitzin & Herthevtzian, 1972
- Ericydnus japonicus (Tachikawa, 1963)
- Ericydnus karakalensis Myartseva, 1980
- Ericydnus lamasi (Domenichini, 1951)
- Ericydnus longicornis (Dalman, 1820)
- Ericydnus luka Japoshvili, 2007
- Ericydnus metriocerus Masi, 1921
- Ericydnus niger Myartseva, 1980
- Ericydnus nino Japoshvili, 2007
- Ericydnus peliococci Myartseva & Kharchenko, 1988
- Ericydnus pilosulus Graham, 1991
- Ericydnus robustior Mercet, 1921
- Ericydnus samadae Myartseva & Kharchenko, 1988
- Ericydnus scutellus Xu, 2000
- Ericydnus sipylus (Walker, 1837)
- Ericydnus strigosus (Nees, 1834)
- Ericydnus tamaricicola Myartseva, 1980
- Ericydnus theron Trjapitzin, 1982
- Ericydnus turkmenicus Myartseva, 1980
- Ericydnus ventralis (Dalman, 1820)